# ドナルドの透明人間
『ドナルドの透明人間』（ドナルドのとうめいにんげん、原題：The Vanishing Private）は、ウォルト・ディズニー・プロダクション（現：ウォルト・ディズニー・カンパニー）が製作した1942年9月25日公開のアニメーション短編映画作品。ドナルドダック・シリーズの第40作である。

## あらすじ
カモフラージュのための大砲を、鮮やかな斑模様に塗ってしまったドナルドは、上官のピート軍曹に塗り直しを命じられる。そしてドナルドは研究室で、塗ったものを透明にできるペンキを見つけ出す。ドナルドは早速そのペンキで大砲を塗りなおすが、大砲が透明になってしまう。ピート軍曹はドナルドを叱責しようとするが、ドナルドはピート軍曹が吹っ飛ばした拍子に透明ペンキを被ってしまい、ドナルドを見失ったピートは将軍に遭遇し、透明なのをいいことにからかい始めるピートを見て将軍はキョトンとする。怒り狂ったピート軍曹は手榴弾でドナルドを倒そうとする。透明になったドナルドを追い回して手榴弾を投げまくるピートを見た将軍は、制止も聞かずに手榴弾を投げようとするピート軍曹はドナルドに後ろから剣を尻に刺された途端、その拍子に投げ上げられた手榴弾は爆発してしまった。ピート軍曹は精神異常者として留置所に入れられてしまうのであった。

## その他
作中、透明の体になったドナルドが歌っていた歌は、童謡「Here we go around the mulberry bush（マルベリのまわりをまわろう）」。

## スタッフ
- 製作：ウォルト・ディズニー
- 監督：ジャック・キング

## キャスト
| キャラクター   | 原語版               | 旧吹き替え版 | 新吹き替え版 |
| -------------- | -------------------- | ------------ | ------------ |
| ドナルドダック | クラレンス・ナッシュ | 関時男       | 山寺宏一     |
| ピート         | ビリー・ブレッチャー | 内田稔       | 大平透       |
| 将軍           | ?                    | 遠藤征慈     | ?            |
| ナレーター     | -                    | 江原正士     | -            |

## 日本での公開

### 収録
- 『ドナルドダック・クロニクル Vol.2 限定保存版』（DVD、ブエナ・ビスタ・ホーム・エンターテイメント、新吹き替え版）